# إنريكو زانتي
إنريكو زانتي هو اقتصادي وسياسي إيطالي، ولد في 12 أغسطس 1973 في البندقية في إيطاليا. نشط حزبياً في Toward North ‏.

## مناصب
- انتخب عضو مجلس النواب في الجمهورية الإيطالية ‏ عن دائرة Veneto 1 (Chamber of Deputies constituency) [الإنجليزية]‏ خلال فترته النيابية [الإنجليزية]‏.
- انتخب ممثل رئيس حزب [الإنجليزية]‏ Civic Choice [الإنجليزية]‏ (8 فبراير 2015 – 14 يوليو 2016).
- انتخب أمين الخزينة Future Italy [الإنجليزية]‏.
- انتخب عضو مجلس النواب في الجمهورية الإيطالية ‏.